# Хокуса бунряку
Хокуса Бунряку (яп. 北槎聞略, «Краткое изложение услышанного в северных краях») — первое в Японии научное произведение о Российской империи. Написано японским учёным Кацурагавой Хосю в конце XVIII века на основе рассказов купца и капитана судна «Синсё-мару» Дайкокуя Кодаю о его почти десятилетнем пребывании в России (1783—1792) с комментариями на основе голландских и китайских источников.

## Предшествующие события
В октябре 1792 года к берегам Хоккайдо прибыла российская бригантина «Святая Екатерина». Это была экспедиция, возглавляемая Адамом Лаксманом, имевшая целью установить официальные отношения с Японией и начать торговлю между странами. На этом корабле, помимо российского экипажа, было трое японцев, возвращавшихся на родину — Дайкокуя Кодаю, Исокити и Коити (последний вскоре умер).
В то время сёгунат проводил так называемую политику «изоляции», установленную ещё с 30-х годов XVII века. Несанкционированное посещение Японии иностранцами, особенно европейцами и американцами, было строго запрещено. Исключением были только китайцы и голландцы, причём их пребывание в стране также строго регулировалось и ограничивалось. Вследствие этого японцы не имели прямой информации о большинстве стран мира, в том числе в отношении соседней России. Сведения в основном поступали через голландцев и китайцев.
Получив от местных властей доклад о прибытии российского корабля, правительство приказало учёному Кацурагава Хосю собрать сведения о Российской империи. Хосю составил на основе голландских источников две работы «Оросия-си» («Записи о России») и «Оросия Рякки» («Краткие записи о России»). После того как японцы, вернувшиеся с российским посольством, были неоднократно допрошены, на основе записанных со слов очевидцев протоколов Кацурагава Хосю написал несколько новых работ, из которых наибольшей была «Хокуса бунряку».

### Путешествие Дайкокуя Кодаю и его спутников
13 (1) декабря 1782 года из бухты Сироко в Исэ в Эдо (город) вышел корабль «Синсё-мару», который вёз груз риса и других товаров. Команда состояла из 17 человек, капитаном корабля был Дайкокуя Кодаю. Последний по происхождению был купцом, выходцем из крестьян. Это был образованный и умный человек с очень хорошей памятью. Когда корабль вышел в открытое море, он попал в бурю, которая сорвала паруса, поломала ему мачту и руль. Хотя позже команде удалось сделать новый маленький парус, но в целом корабль был неуправляем, и его семь месяцев носило в северной части Тихого океана. Благодаря большому грузу риса и собранной во время дождей воде команда не страдали от голода и жажды, на корабле умер только один человек.
В июле 1783 года корабль прибило к Амчитке, одному из Алеутских островов. На этом острове среди туземцев и русских промышленников японцы прожили четыре года. За это время семеро из них умерли от болезней. Раз в 3-4 года на остров прибывал корабль, который сменял промышленников и забирал собранные ими меха, однако очередной разбился как раз под островом. Поэтому русские и японцы из обломков своих кораблей построили судно, на котором перебрались на Камчатку. Там они прожили около года. За это время от цинги умерло ещё трое японцев, и осталось лишь шестеро — Кодаю, Коити, Исокити, Синдзо, Сёдзо и Кюэмон. Местные власти отправили их в Иркутск (через Тигиль, Охотск и Якутск).
7 (18) февраля 1789 японцы прибыли в Иркутск, где их взяли на казённое содержание и предложили креститься и выбрать себе занятие по душе. Им даже предложили чиновничьи должности или начальный капитал, если они решат стать купцами. Сёдзо и Синдзо согласились на эти предложения — крестились и взяли себе русские имена, однако большинство японцев настойчиво просили отправить их на родину. Их просьба официально рассматривалось два раза, однако оба раза отклонялась.
В то время в Иркутске жил учёный Эрик Лаксман. Он заинтересовался японцами, познакомился с ними и взял под свою опеку. В январе 1791 года он уехал в Петербург, взяв с собой Кодаю, которого уговорил подать свою просьбу о возвращении непосредственно в столице. В Петербурге Лаксман через статс-секретаря Александра Безбородко подал Екатерине II прошение Кодаю и собственный проект официального посольства в Японию для установления с ней торговых отношений. Возвращение с этим посольством японцев на родину должно стать знаком дружественного отношения соседней страны.
Екатерина II заинтересовалась этим проектом и 28 июня 1791 года приняла на аудиенции в Царском селе Кодаю и Лаксмана, во время которой сочувственно отнеслась к рассказам о путешествии. После этого Кодаю ещё несколько раз встречался с императрицей и наследником престола — рассказывал о Японии, показывал японскую одежду и другие вещи. Кодаю на время стал знаменитостью среди петербургской знати, благодаря чему завёл знакомство и бывал у многих тогдашних русских вельмож.
13 (24) сентября 1791 года Екатерина II подписала «именной» указ № 16985 иркутскому генерал-поручику Пилю об организации экспедиции в Японию с целью установления торговых отношений. Экспедицию, организованную на основе этого приказа, возглавил сын профессора Лаксмана, поручик Адам Эрикович Лаксман. Она отплыла в Японию из Охотска 24 сентября 1792 года.

## Книга

### История
В восемнадцатый день девятого месяца пятого года Канси (2 ноября 1793 года) Кодаю и Исокити были допрошены в присутствии сёгуна Токугавы Иэнари. На этом же приёме присутствовал Кацурагава Хосю, который составил протокольную запись, получившую название «Хё: мин горан-но ки» («Запись о приёме сёгуном тех, кто потерпел крушение»). Различные варианты этого документа были известны как современникам, так и позднейшим историкам. Кацурагава Хосю написал по приказу сёгуна в августе 1794 года значительно более полное произведение — «Хокуса бунряку» («Краткое изложение услышанного в северных краях»). Однако хотя об этом произведении было известно, но само оно более века было недоступно. Вследствие политики закрытия страны документы, содержащие сведения о других странах, считались секретными, хранились в государственных учреждениях и не публиковались. Например, известно, что, написав «Оросия рякки», Хосю сдал чистовой вариант в архив, а черновик сжёг, «чтобы предотвратить разглашение тайны».
Лишь в начале XX века историку Камэи Такаёси удалось найти оригинал рукописи. Через двадцать лет книга с комментариями учёного была впервые опубликована в 1937 году.

### Характеристика
По мнению первого исследователя рукописи Камэи Такаёси, среди всех рассказов о путешествии Кодаю и вообще среди всей подобной литературы о японцах, чьи корабли потерпели крушения в чужих краях, труд Кацурагава Хосю отличается своим объёмом и качеством. Относительно размера «Хокуса бунряку» на один-два порядка больше других произведений о путешествии Кодаю. Относительно качества, кроме текста рукопись имеет приложения с рисунками корабля «Катерина», медалей, полученных Кодаю и Исокити от Екатерины II, российской одежды, предметов быта, монет и тому подобного. Кроме того, в самой рукописи между текстом был ряд иллюстраций и четыре географические карты, как перерисованные из европейских источников, так и самостоятельно составленные Хосю на их основе.
В своей работе Хосю не ограничился пересказом слов Кодаю и Исокити — он также широко использовал китайские и европейские, главным образом голландские, источники. При этом он критически относился как к письменных источникам, так и к рассказам, что отразилось в его комментариях.

### Содержание
В первом разделе приводится полный перечень людей с корабля «Синсё-мару», а также сведения о дальнейшей судьбе каждого из них.
Два следующих раздела посвящены детальному описанию приключений японцев после аварии от их бедствий в океане до приёма Кодаю у Екатерины II.
В четвёртом разделе описываются места, где побывал Кодаю и его спутники, причём не только географические данные, но и описание климата, населения, хозяйства и тому подобного: остров Амчитка и несколько соседних, Камчатка и Тигиль, Якутск, Иркутск, Удинск, Тобольск, Екатеринбург, Казань, Нижний Новгород, Москва, Петербург и Царское село. Также дается список национальных меньшинств Российской империи и некоторые сведения о них. Также в конце приводится список из 52 государств, с которыми Россия торговала. Этот список Кацурагава составил на основе голландских источников, и он скорее является перечнем известных ему значительных стран мира.
В пятом разделе описываются царская династия, природа, климат, люди, обычаи, имена, фамилии, брак, похороны, крещение, изменение имён иностранцами при крещении.
В шестом разделе описываются государственный строй Российской империи, административная система, сведения о чинах и рангах, жалованье, врачи, священники, храмы, календарь, система летоисчисления, письменность, деньги, налоги, меры длины, объёма и веса и другое.
В седьмом разделе содержится описание зданий, жилых домов, бань, школ, аптек, государственных учреждений, тюрем, больниц, детских домов, магазинов, банков, театров и борделей.
Восьмой раздел содержит описание самых больших праздников, еды и напитков.
Девятый раздел рассказывает о транспорте, оружии, музыкальных инструментах, посуде, книгопечатании, бумаге, песочных часах, бильярде, шахматах и другом.
В десятом разделе рассказывается о природных богатствах, флоре, фауне, полезных ископаемых.
Одиннадцатый раздел рассказывает о русском языке и фактически является первым русско-японским словарём, который содержит около 1,5 тысячи слов и выражений. Русские слова записаны катаканой.